# Jan Lambrichs

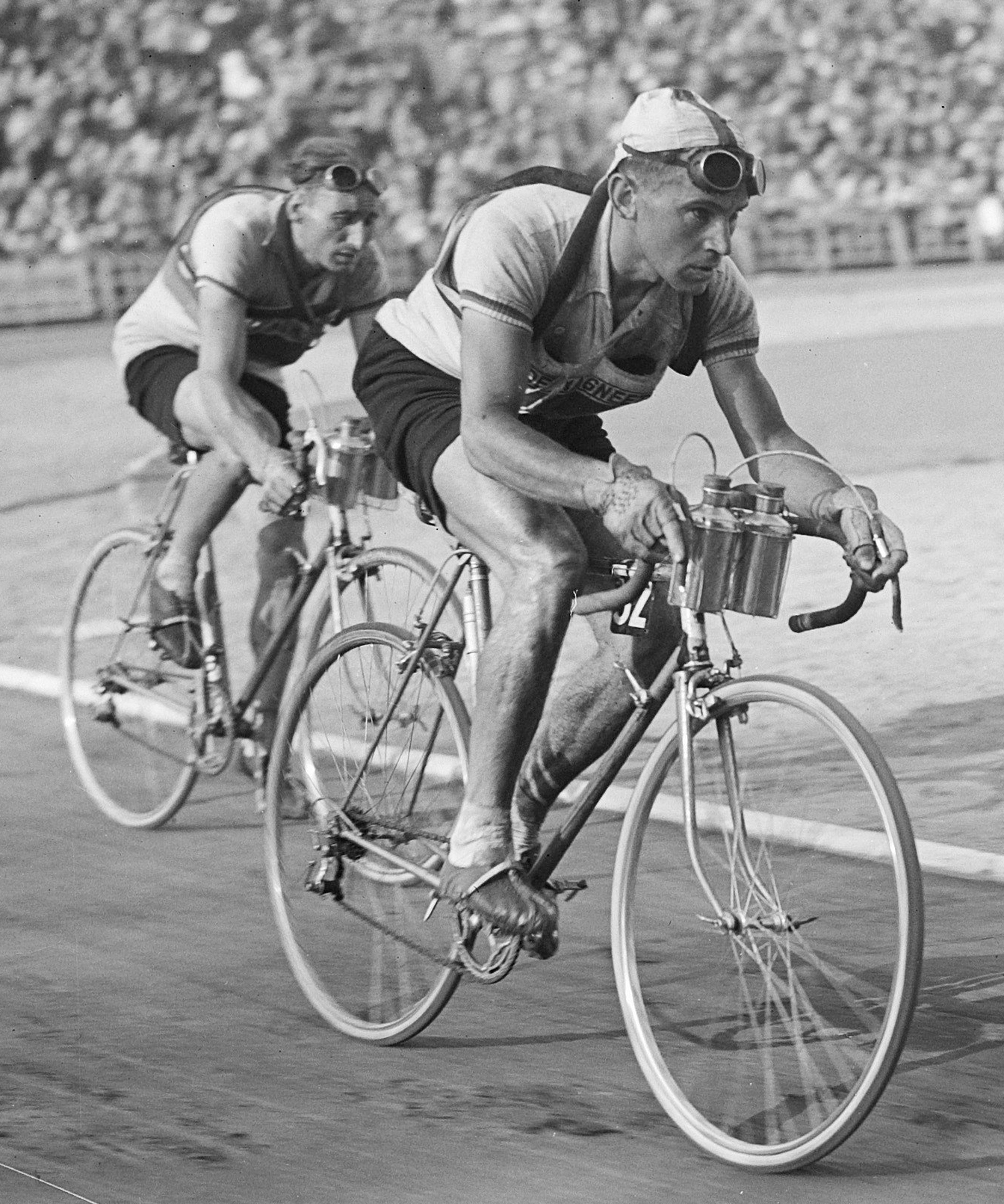
Jan Lambrichs (1949)

Jan Lambrichs (* 21. Juni 1915 in Maastricht; † 28. Januar 1990 in Kerkrade) war ein niederländischer Radrennfahrer.

## Sportliche Laufbahn
Lambrichs war von 1936 bis 1939 Unabhängiger. 1939 wurde er Profi im Radsportteam Heyett-Hutchinson. Er galt als Spezialist für Kriterien und Rundstreckenrennen, von denen er einige in Belgien und seiner Heimat gewann. 1946 siegte er auf einer Etappe der Vuelta a España, die er als Dritter des Gesamtklassements beendete. 1948 holte er sich Etappensiege in der Holland-Rundfahrt und der Tour de Romandie. 1951 gewann er in der Schweiz das Rennen Tour des Trios Lacs. 1953 siegte er in der Vier-Kantone-Rundfahrt vor Josef Wyss.
Die Tour de France fuhr er 1939 und wurde beim Sieg von Sylvère Maes Achter. Zehn Jahre später, 1949, schied er aus.